# Susan Fraser
Susan „Sue“ Barbara Fraser (* 15. Juli 1966 in Aberdeen) ist eine ehemalige britische Hockeyspielerin. Sie war Olympiadritte bei den Olympischen Spielen 1992 und Olympiavierte bei den Olympischen Spielen 1996.

## Leben
Bei den Olympischen Spielen 1992 in Barcelona belegten die Britinnen in der Vorrunde den zweiten Platz hinter den Südkoreanerinnen. Nach einer 1:2-Niederlage gegen die Deutschen im Halbfinale spielten die Britinnen gegen die Südkoreanerinnen um Bronze und gewannen mit 4:3 nach Verlängerung. Susan Fraser erzielte im Turnierverlauf zwei Tore, eines davon im Spiel um die Bronzemedaille.
Vier Jahre später fand das olympische Hockeyturnier 1996 in Atlanta statt. Die Britinnen belegten in der Vorrunde den dritten Platz hinter den Australierinnen und den Südkoreanerinnen. Im Spiel um die Bronzemedaille trafen die Britinnen auf die niederländische Mannschaft. Nach einem Endstand von 0:0 siegten die Niederländerinnen im Penaltyschießen mit 4:3, wobei Fraser ihren Penalty verwandelte.
Nachdem sich die schottische Nationalmannschaft weder 1990 noch 1994 für die Weltmeisterschaft qualifiziert hatte, nahm Susan Fraser 1998 in Utrecht erstmals an einer Weltmeisterschaftsendrunde teil. Sie trat zu allen sieben Spielen an, die Schottinnen belegten aber nur den zehnten Platz.
Susan Fraser spielte für Glasgow Western und für den Grove Ladies Hockey Club.